# Jean-Claude Michéa
Pour les articles homonymes, voir Michéa.
Ne doit pas être confondu avec Jean Michéa.
Jean-Claude Michéa, né en 1950 à Guéret, dans la Creuse, est un philosophe français, auteur de plusieurs essais consacrés notamment à la pensée et à l'œuvre de George Orwell.
C'est un socialiste libertaire connu pour ses positions engagées contre les courants dominants de la gauche qui, selon lui, a perdu tout esprit de lutte anticapitaliste pour laisser place à la « religion du progrès ». Il a parfois refusé de se considérer comme écrivain.

## Biographie

### Jeunesse et études
Fils d'Abel Michéa, résistant communiste pendant la Seconde Guerre mondiale, après des études secondaires au lycée Paul-Valéry avec Alexandre Adler, Guy Konopnicki ou encore France Gall, il passe l'agrégation de philosophie en 1972. Engagé au Parti communiste français, il s'en écarte en 1976, dégoûté par le totalitarisme soviétique.

### Parcours professionnel
Professeur de philosophie au lycée Joffre à Montpellier à partir de la fin des années 1970, il prend sa retraite à la fin de l'année scolaire 2009-2010. Depuis, il vit avec sa femme Linda, fille de maraîchers vietnamiens, dans une ferme des Landes, où le couple tente de vivre en autosuffisance en produisant sa consommation alimentaire. Jean-Claude Michéa explique : « Nous ne sommes pas des calvinistes puritains, mais c'était une démarche politique de ma part. On ne peut pas prétendre défendre les classes populaires si l'on ne partage pas leurs conditions de vie. »
Il gagne en notoriété du fait de ses travaux consacrés à George Orwell qui font de lui « un auteur recherché ». Son influence intellectuelle dépassant les clivages politiques classiques s'étend aussi bien auprès des cercles de gauche anti-capitalistes qu'auprès de « cénacles identitaires »,. Il emprunte à Orwell la notion d'« anarchiste conservateur » pour se définir.

## Idées
Prônant des valeurs morales proches du socialisme de George Orwell, Jean-Claude Michéa fustige l'intelligentsia de gauche qui s'est selon lui éloignée du monde prolétarien et populaire. Il défend l'idée que les valeurs morales collectives et traditionnelles s'opposent aux valeurs libérales et individualistes et cèdent de plus en plus face à celles-ci à notre époque, faisant principalement appel au droit et à l'économie pour se justifier. Il « considère que les idéaux bourgeois libéraux ont triomphé du socialisme en le phagocytant » et « déplore que le socialisme ait accepté les thèses du libéralisme politique. »
Participant depuis de nombreuses années à l'entraînement d'adolescents, il a publié un livre sur le football, tout à la fois éloge de ce sport populaire par excellence, et critique de l'industrie footballistique. Selon lui, le football est mis à mal par les doctrines comme le marchandisage et le supporter, qui en sont les conséquences les plus néfastes.
Dans L'Enseignement de l'ignorance et ses conditions modernes (1999), il développe la théorie selon laquelle l'enseignement serait passé d'un enseignement tourné vers la culture générale et l'émancipation intellectuelle du citoyen à une formation préparant l'individu à la compétition économique du XXIe siècle.
Dans Impasse Adam Smith (2010), il considère que la gauche est une alliance entre le socialisme et le progressisme formée lors de l'affaire Dreyfus, qui ne peut se faire qu'au détriment du socialisme, la gauche ne faisant ainsi que livrer un peu plus le monde à l'emprise économique du libéralisme économique. Pour lui, le libéralisme est structurellement une idéologie progressiste, opposée aux positions conservatrices ou réactionnaires comme l'avait souligné Marx. De la droite à l'extrême gauche, une idéologie libérale est selon lui à l'œuvre. L'essai qu'il publie en 2007, L'Empire du moindre mal, est consacré à cette question. Il y met en avant la vision très pessimiste de la nature humaine à la source du libéralisme. Son livre reçoit un accueil critique plutôt positif chez les partisans de la décroissance ou la Revue du MAUSS,. Sa position est proche de celle du philosophe Dany-Robert Dufour dans son ouvrage Le Divin marché.
Dans les Mystères de la gauche (2013), Jean-Claude Michéa poursuit cette critique de la gauche, qui selon lui, « ne signifie plus que la seule aptitude à devancer fièrement tous les mouvements qui travaillent la société capitaliste moderne, qu'ils soient ou non conformes à l'intérêt du peuple, ou même au simple bon sens. » La gauche étant devenue identique à la droite, cherche à dissimuler cette proximité en mettant en avant les questions « sociétales ». Pour retrouver les classes populaires, la gauche devrait « opérer un changement complet de paradigme ».
Michéa est l'un des principaux introducteurs en France de l'œuvre de l'historien américain Christopher Lasch, dont il a préfacé plusieurs ouvrages dans leur traduction française.
Dans Notre ennemi, le capital (2017), issu d'un grand entretien accordé à la revue Le Comptoir, il réaffirme le lien entre l'impasse libérale (cette recherche illimitée du profit qui détruit les liens sociaux) et la gauche « sociétale » (qui défend la lutte contre les discriminations sans remettre en cause le système capitaliste d’exploitation). Il avance ainsi que le libéralisme économique de la « droite » moderne, défini selon la formule de Friedrich Hayek, comme le droit absolu « de produire, de vendre et d’acheter tout ce qui peut être produit ou vendu » ne peut « se développer de façon intégralement cohérente sans prendre tôt ou tard appui sur le libéralisme culturel de la “gauche”. » Pour lui, la « gauche », qu’elle soit réformiste ou radicale, est l’idiote utile de l’individualisme consumériste. Il rappelle aussi que le socialisme a une généalogie radicalement opposée à la gauche ; qu'alors que le socialisme primitif affichait son scepticisme vis-à-vis du machinisme et du modernisme, la gauche républicaine vouait un culte à l’idée de progrès, et que c'est autant la droite réactionnaire que la « gauche versaillaise » qui écrasa la Commune de Paris, en 1871, avec à sa tête Adolphe Thiers.
Avec son dernier livre (Extension du domaine de capital, Albin Michel, 2023), Jean-Claude Michéa approfondit  son interprétation de la trajectoire de la gauche contemporaine, écrivant par exemple que le « droit de s'autodétruire par l'héroïne ou le crack » est un « droit qui découle logiquement de la célébration libérale et capitaliste du self-made-man, c'est-à-dire de l'individu intégralement auto-construit » (soulignés par l'auteur, p. 87).

## Critiques
Ses positions sont contestées par des intellectuels de gauche comme Frédéric Lordon, qui jugent les idées de Michéa « réactionnaires ». Isabelle Garo, philosophe spécialiste de Marx, considère, elle, que « Michéa est un produit de la crise de la gauche et participe à son tour au brouillage des repères. » Selon elle, « s'il est aussi lu à l'extrême droite, il s'adresse avant tout à des lecteurs de gauche pour les tirer sur le terrain des valeurs réactionnaires. »

En réponse à ces critiques, Michéa précise ce qu'il considère être leur manque de rigueur respectif. En 2013, il répond à Philippe Corcuff : 

« Il  est vrai que Frédéric Lordon a réussi le tour de force de dénoncer la "faiblesse conceptuelle" de ma théorie de la common decency tout en dissimulant constamment à ses lecteurs (et cela, pendant onze pages !) ce qui en constituait justement le pilier central, à savoir l’usage que je fais de l’œuvre de Marcel Mauss et de ses héritiers (Serge Latouche, Alain Caillé, Philippe Chanial, Paul Jorion, Jacques Godbout, etc.) afin d’en déduire une interprétation moderne et socialiste. »

À propos des critiques d'Isabelle Garo, il relevait sur France Culture que son attaque commençait par évoquer ses passages à la télévision alors qu'il n'y était jamais passé. En 2021, Kevin Boucaud-Victoire (dans un article intitulé « "La grande confusion" : le pavé de Philippe Corcuff grâce auquel vous ne comprendrez rien à l'extrême droite ») revient sur les thèses de Philippe Corcuff qui lui ont permis de ranger Jean-Claude Michéa parmi les « nouveaux réactionnaires » en se demandant ceci : « On referme le livre en se demandant qui, parmi les 67 millions de citoyens du pays, ne fait pas le jeu de l’extrême droite, à part Corcuff lui-même ».

## Publications
- Orwell, anarchiste tory, Castelnau-le-Lez, Climats, 1995, 160 p. (ISBN 978-2-84158-000-2), réédition 2020 suivie d’une postface, « Orwell, la gauche et la double pensée »
- Les Intellectuels, le peuple et le ballon rond : à propos d'un livre d'Eduardo Galeano, Castelnau-le-Lez, Climats, 1998, 41 p. (ISBN 978-2-84158-093-4), réédition : Climats, 2010, avec un avant-propos et en annexe des extraits du livre d'Eduardo Galeano Le football, ombre et lumière
- L'Enseignement de l'ignorance et ses conditions modernes, Castelnau-le-Lez, Climats, 1999, 154 p. (ISBN 978-2-84158-121-4)
- Les Valeurs de l'homme contemporain (avec Alain Finkielkraut et Pascal Bruckner), Genève, Éditions du Tricorne, 2001, 63 p. (ISBN 978-2-8293-0223-7, lire en ligne)
- Impasse Adam Smith : brèves remarques sur l'impossibilité de dépasser le capitalisme sur sa gauche, Castelnau-le-Lez, Climats, 2002, réédition : Paris, Flammarion, coll. Champs-Flammarion, 2006[23]
- Orwell éducateur, Castelnau-le-Lez, Climats, 2003, 167 p. (ISBN 978-2-84158-233-4)
- L'Empire du moindre mal : essai sur la civilisation libérale, Paris, Climats, 2007, 205 p. (ISBN 978-2-08-122043-0), réédition : Paris, Flammarion, coll. Champs-Flammarion, 2010, réédition : Paris, Flammarion, coll. Champs Essais, 2021
- La Double Pensée : retour sur la question libérale, Paris, Flammarion, coll. « Champs-Flammarion », 2008, 274 p. (ISBN 978-2-08-121839-0),
- Le Complexe d'Orphée : la gauche, les gens ordinaires et la religion du progrès, Paris, Climats, 2011, 357 p. (ISBN 978-2-08-126047-4 et 2-08-126047-6)[24],[25],[26], réédition : Paris, Flammarion, coll. Champs Essais, 2014
- « L’Âme de l’homme sous le capitalisme », postface à La Culture de l’égoïsme - Discussion entre C. Lasch et C.Castoriadis, Paris, Climats, 2012  (ISBN 2081284634)
- Les mystères de la gauche : de l'idéal des Lumières au triomphe du capitalisme absolu, Paris, Climats, 2013, 131 p. (ISBN 978-2-08-129789-0 et 2-08-129789-2)[27]
- Le plus beau but était une passe : écrits sur le football, Paris, Climats, 2014, 147 p. (ISBN 978-2-08-131314-9), réédition 2018
- La Gauche et le Peuple : lettres croisées, Paris, Flammarion, 2014, 320 p. (ISBN 978-2-08-131313-2) ; avec Jacques Julliard, réédition, Paris, Flammarion, coll. Champs Essais, 2017
- Notre ennemi, le capital : notes sur la fin des jours tranquilles, Paris, Climats, 2016, 320 p. (ISBN 978-2-08-139560-2), réédition : Paris, Flammarion, coll. Champs Essais, 2018
- Le Loup dans la bergerie : droit, libéralisme et vie commune, Paris, Climats, 2018, 163 p. (ISBN 978-2-08-143334-2) réédition : Paris, Flammarion, coll. Champs Essais, 2019
- Extension du domaine du capital : notes sur le néolibéralisme culturel et les infortunes de la gauche, Paris/53-Mayenne, Albin Michel, 2023, 272 p. (ISBN 978-2226487339)